# Eton
Eton este un oraș în comitatul Berkshire, regiunea South East, Anglia. Orașul se află în districtul unitar Windsor and Maidenhead, în apropierea Castelului Windsor. Este renumit pentru Colegiul Eton ce se află în localitate.